# Go Big or Go Homer
«Go Big or Go Homer» (укр. «Рухайся вгору або, як Гомер») — друга серія тридцять першого сезону мультсеріалу «Сімпсони», прем'єра якої відбулась 6 жовтня 2019 року у США на телеканалі «Fox».

## Сюжет
На Спрінґфілдській АЕС у Ленні день народження. Колеги готують вечірку-сюрприз, скидуючись по 5 доларів кожен. Однак містер Бернс входить безпосередньо перед Ленні, підписує картку гігантським підписом і не скидується. Коли Бернс зіпсував сюрприз для Ленні, Гомер так злиться, що стає одержимий з тим, щоб Бернс вибачився.
Наступного дня він приходить до Бернса, який, як не дивно, вибачається та віддає 5 доларів. На виході з кабінету Смізерс повідомляє Гомеру, що містер Бернс використовує засіб для загущення шкіри, побічною дією якого є неконтрольовані прояви доброти. Як покарання за скористання станом містера Бернса, Гомер понижений до керівника стажерів атомної електростанції. Коли стажери-підопічні висміюють Гомера, чоловік на ім'я Майк Веґман встає і захищає його, і просить Гомера бути його ментором.
Гомер бере Майка на своє робоче місце, де Майк показує, що йому 35. Коли Гомер запитує його, чому він хоче роботу, призначену для 20-річного хлопця, Майк каже, що роками захоплюється Гомером і хоче піти по стопах свого героя. Гомер запрошує його на вечерю, щоб показати родині, як це, коли хтось поважає його.
За вечерею Барт починає не поважати Гомера. Хоча Гомеру це байдуже, але розлючений Майк ображає хлопчика так, що той заплакав. Мардж виганяє Майка з дому. Пізніше тієї ночі Мардж пропонує Гомеру допомогти Майку «вирости».
Гомер мотивує Майка на втілення власної бізнес-ідеї: «Шматки Майка» — новий спосіб виробництва піци. Вони просять Бернса бути інвестором. Коли Бернс (який більше не приймає ліки) починає ображати Гомера, Майк не витримує і кричить на нього. Містер Бернс стріляє в Майка з рушниці… На щастя, вона настільки стара, що не дає ефекту.
Відчуваючи свою провину, Гомер розповідає Майку, що він — не той геній, яким вважає Майк, і насправді сам спричинив кілька аварій на станції. Чесність Гомера надихає Майка, який купує фургон для продажу їжі на гроші, позичені у Жирного Тоні. Гомер переживає, але Майк запевняє його, що він заробить стільки грошей, щоб повернути Жирному Тоні, зробивши ставку на баскетбольну гру. В результаті він програє.
Майк і Гомер тікають на звалище старих фургончиків з їжею. Однак Жирний Тоні їх знаходить. Мафіозі ось-ось уб'є їх, однак спробував шматок піци. Йому так подобається, що він вирішує інвестувати в бізнес; Майк пропонує використовувати вантажівку, щоб також таємно робити ставки та продавати марихуану. Врешті-решт Товстий Тоні вітає Гомера, що він — чудовий наставник.
Під час титрів, показується фотомонтаж пригод Гомера і Майка.

## Виробництво
Ідея серії виникла після того, як продюсери почули Майкла Рапапорта на його подкасті «I AM RAPAPORT: STEREO PODCAST».
У вирізаній сцені Луї та Джонні, шукаючи Гомера та Майка, стріляють у вантажівку з продовольством «Соус-а-Літо». Джонні відбирає кров, що виходить з неї, кажучи «марінара», а потім відчиняє двері, де власник Тоні Марінара загинув від пострілу.
Також, цензуру не пройшла сцена, в якій Мардж говорить про Майка Веґмана: «Він назвав нашого кота придурком».

## Цікаві факти і культурні відсилання
- «Джерсі № 30» — данина ексбаскетболісту Нью-Йорк Нікс Бернарда Кінга.

## Ставлення критиків і глядачів
Під час прем'єри серію переглянули 5,63 млн осіб з рейтингом 2.1, що зробило її найпопулярнішим шоу на каналі «Fox» тієї ночі і 31 сезону загалом, а також третім за популярністю шоу тієї ночі серед усіх каналів.
Денніс Перкінс з «The A.V. Club» дав серії оцінку C+, сказавши, що йому не сподобалась робота Майкла Рапапорта і що сама серія, як і попередня серія, — «не дуже вдала».
У лютому 2020 року сценарист серії Джон Фрінк був номінований на премію Гільдії сценаристів Америки в області анімації 2019 року.
Згідно з голосуванням на сайті The NoHomers Club більшість фанатів оцінили серію на 2/5 із середньою оцінкою 1,92/5.